# Ski)Hit
Ski)Hit est le nom commercial désignant le regroupement de 9 stations de ski situées dans le Tyrol oriental et dans le Land de Carinthie, en Autriche.
Les domaines skiables, cumulant un total de près de 400 km de pistes, sont reliés entre eux uniquement par la route.
Les stations suivantes en font partie :

## Carinthie
- Ankogel
- Mölltaler Gletscher

## Tyrol oriental
- Kals am Großglockner
- Kartitsch
- Lienz
- Matrei in Osttirol
- Obertilliach
- Sankt Jakob in Defereggen
- Sillian